# Campeonato Brasileiro Série B 2017
Die Campeonato Brasileiro Série B 2017 war die 36. Spielzeit der zweiten Fußballliga Brasiliens.
Der Wettbewerb startete am 12. Mai 2017 in seine Saison und endete am 25. November 2017. Die Meisterschaft wurde vom nationalen Verband CBF ausgerichtet. América Mineiro konnte am Ende der Saison zum zweiten Mal die Meisterschaft feiern.

## Teilnehmer
Die Teilnehmer waren:
| Bundesstaat         | Klub                    | Qualifikation    | Ergebnis | Meistertitel   |
| ------------------- | ----------------------- | ---------------- | -------- | -------------- |
| Alagoas             | Clube de Regatas Brasil | 7. Série B 2016  | 15.      | 0              |
| Ceará               | Ceará SC                | 10. Série B 2016 | 3. ▲     | 0              |
| Goiás               | Goiás EC                | 13. Série B 2016 | 14.      | 2 (1999, 2012) |
| Goiás               | Vila Nova FC            | 12. Série B 2016 | 7.       | 0              |
| Mato Grosso         | Luverdense EC           | 9. Série B 2016  | 17. ▼    | 0              |
| Minas Gerais        | América Mineiro         | 20. Série A 2016 | 1. ▲     | 1 (1997)       |
| Minas Gerais        | Boa EC                  | 1. Série C 2016  | 10.      | 0              |
| Pará                | Paysandu SC             | 14. Série B 2016 | 11.      | 2 (1991, 2001) |
| Paraná              | Londrina EC             | 6. Série B 2016  | 5.       | 1 (1980)       |
| Paraná              | Paraná Clube            | 15. Série B 2016 | 4. ▲     | 1 (1992)       |
| Pernambuco          | Náutico Capibaribe      | 5. Série B 2016  | 20. ▼    | 0              |
| Pernambuco          | Santa Cruz FC           | 19. Série A 2016 | 18. ▼    | 0              |
| Rio Grande do Norte | ABC Natal               | 3. Série C 2016  | 19. ▼    | 0              |
| Rio Grande do Sul   | Grêmio Esportivo Brasil | 11. Série B 2016 | 8.       | 0              |
| Rio Grande do Sul   | SC Internacional        | 17. Série A 2016 | 2. ▲     | 0              |
| Rio Grande do Sul   | EC Juventude            | 4. Série C 2016  | 9.       | 1 (1994)       |
| Santa Catarina      | Criciúma EC             | 8. Série B 2016  | 13.      | 1 (2002)       |
| Santa Catarina      | Figueirense FC          | 18. Série A 2016 | 12.      | 0              |
| São Paulo           | Guarani FC              | 2. Série C 2016  | 16.      | 1 (1981)       |
| São Paulo           | Oeste FC                | 16. Série B 2016 | 6.       | 0              |

## Saisonverlauf
Die vier Besten stiegen in die erste Liga 2018 auf. Die vier schlechtesten stiegen in die Série C 2018 ab.

## Tabelle
| Pl. | Verein                  | Sp. | S  | U  | N  | Tore    | Diff. | Punkte |
| --- | ----------------------- | --- | -- | -- | -- | ------- | ----- | ------ |
| 1.  | América Mineiro (A)     | 38  | 20 | 13 | 5  | 046:250 | +21   | 73     |
| 2.  | SC Internacional (A)    | 38  | 20 | 11 | 7  | 054:260 | +28   | 71     |
| 3.  | Ceará SC                | 38  | 19 | 10 | 9  | 046:320 | +14   | 67     |
| 4.  | Paraná Clube            | 38  | 18 | 10 | 10 | 049:280 | +21   | 64     |
| 5.  | Londrina EC             | 38  | 18 | 8  | 12 | 056:460 | +10   | 62     |
| 6.  | Oeste FC                | 38  | 14 | 17 | 7  | 043:310 | +12   | 59     |
| 7.  | Vila Nova FC            | 38  | 15 | 13 | 10 | 038:300 | +8    | 58     |
| 8.  | Grêmio Esportivo Brasil | 38  | 15 | 6  | 17 | 043:500 | −7    | 51     |
| 9.  | EC Juventude (C)        | 38  | 13 | 12 | 13 | 035:380 | −3    | 51     |
| 10. | Boa EC (C)              | 38  | 12 | 14 | 12 | 040:420 | −2    | 50     |
| 11. | Paysandu SC             | 38  | 13 | 9  | 16 | 041:410 | ±0    | 48     |
| 12. | Figueirense FC (A)      | 38  | 12 | 12 | 14 | 044:490 | −5    | 48     |
| 13. | Criciúma EC             | 38  | 12 | 12 | 14 | 044:490 | −5    | 48     |
| 14. | Goiás EC                | 38  | 12 | 9  | 17 | 035:460 | −11   | 45     |
| 15. | Clube de Regatas Brasil | 38  | 12 | 9  | 17 | 035:500 | −15   | 45     |
| 16. | Guarani FC (C)          | 38  | 11 | 11 | 16 | 036:460 | −10   | 44     |
| 17. | Luverdense EC           | 38  | 10 | 14 | 14 | 038:400 | −2    | 44     |
| 18. | Santa Cruz FC (A)       | 38  | 8  | 13 | 17 | 043:540 | −11   | 37     |
| 19. | ABC Natal (C)           | 38  | 9  | 7  | 22 | 028:490 | −21   | 34     |
| 20. | Náutico Capibaribe      | 18  | 8  | 8  | 2  | 029:510 | −22   | 32     |

| (A) | Absteiger aus Série A 2016  |
| (C) | Aufsteiger aus Série C 2016 |

## Torschützenliste
| Pl. | Nat.        | Spieler          | Klub             | Tore |
| --- | ----------- | ---------------- | ---------------- | ---- |
| 1   | Brasilianer | Bérgson          | Paysandu SC      | 16   |
|     | Brasilianer | Mazinho          | Oeste FC         | 16   |
| 3   | Brasilianer | Henan            | Figueirense FC   | 12   |
| 4   | Brasilianer | Jonatas Belusso  | Londrina EC      | 11   |
|     | Brasilianer | Tiago Marques    | EC Juventude     | 11   |
|     | Brasilianer | Alan Mineiro     | Vila Nova FC     | 11   |
| 7   | Brasilianer | Rodolfo Bardella | Boa EC           | 10   |
|     | Brasilianer | Lucão            | Criciúma EC      | 10   |
|     | Brasilianer | William Pottker  | SC Internacional | 10   |
|     | Brasilianer | Thaciano         | Boa EC           | 10   |

### Hattrick
| Spieler          | Klub               | Gegner                  | Ergebnis | erzielte Tore                         | Spieltag | Quelle |
| ---------------- | ------------------ | ----------------------- | -------- | ------------------------------------- | -------- | ------ |
| Jonatas Belusso  | Londrina EC        | Clube de Regatas Brasil | 3:0      | 5′, 31′, 44′                          | 8.       | [ 1 ]  |
| Mazinho          | Oeste FC           | Guarani FC              | 3:0      | 15′, 55′ (Strafstoß), 81′             | 28.      | [ 2 ]  |
| William          | Náutico Capibaribe | Santa Cruz FC           | 3:2      | 33′, 59′, 90+5′ (Strafstoß)           | 33.      | [ 3 ]  |
| Rodolfo Bardella | Boa EC             | Santa Cruz FC           | 4:2      | 14′ (Strafstoß), 64′, 68′ (Strafstoß) | 35.      | [ 4 ]  |
| Bérgson          | Paysandu SC        | Santa Cruz FC           | 4:2      | 28′, 62′, 87′                         | 37.      | [ 5 ]  |

## Vorlagengeberliste
| Pl. | Nat.        | Spieler             | Verein           | Vorlagen | Tore | Spiele |
| --- | ----------- | ------------------- | ---------------- | -------- | ---- | ------ |
| 1   | Brasilianer | Artur               | Londrina EC      | 11       | 8    | 36     |
| 2   | Argentinier | Andrés D’Alessandro | SC Internacional | 10       | 5    | 31     |
| 3   | Brasilianer | Camilo              | SC Internacional | 8        | 0    | 19     |
|     | Brasilianer | William Pottker     | SC Internacional | 8        | 10   | 32     |
|     | Brasilianer | Renatinho           | Paraná Clube     | 8        | 9    | 33     |
| 6   | Brasilianer | Alex Maranhão       | Criciúma EC      | 7        | 3    | 28     |
|     | Brasilianer | Sérgio Mota         | Luverdense EC    | 7        | 4    | 28     |
|     | Brasilianer | Mazinho             | Oeste FC         | 7        | 16   | 36     |